# José Aldo
Pour les articles homonymes, voir Aldo.
José Aldo da Silva Oliveira Júnior, né le 9 septembre 1986 à Manaus au Brésil, est un pratiquant brésilien d'arts martiaux mixtes (MMA).
Il remporte le titre des poids plumes du World Extreme Cagefighting en novembre 2009 et le défend avec succès à deux reprises avant la fusion de l'organisation avec l'Ultimate Fighting Championship en octobre 2011. À cette occasion, il est directement couronné champion des poids plumes de l'UFC. Il défend ce titre à sept reprises jusqu'à décembre 2015 où il le perd face à Conor McGregor après plus de dix ans d'invincibilité.
En juillet 2016, José Aldo obtient la ceinture intérimaire des poids plumes face à Frankie Edgar, mise en place par l'UFC après une trop longue absence de McGregor. L'Irlandais, toujours pas de retour dans la division, est alors destitué de son titre novembre 2016 et Aldo promu au statut de champion incontesté. Le Brésilien est enfin défait de son titre par Max Holloway lors de l'UFC 212 en décembre 2016.
Après 18 années de carrière professionnelle et un passage chez les poids coqs en décembre 2019, José Aldo annonce sa retraite en septembre 2022, avant de finalement faire son retour dans l'octogone en 2024.

## Biographie
José Aldo nait le 9 septembre 1986 dans une famille pauvre à Manaus au Brésil.
Sa mère se nomme Rocilene Socorro Souza
et, premier garçon de la fratrie, il hérite du nom de son père, José Aldo da Silva Oliveira. Rocilene est femme au foyer tandis que José Aldo Senior est maçon.
Sa grande sœur s'appelle quant à elle Josilene et c'est d'ailleurs à cause de cette dernière que José Aldo arbore une large cicatrice sur sa joue gauche. Alors qu'il est encore très jeune et lors d'une dispute entre enfants, sa sœur lance le lit de bébé dans lequel se trouve encore José Aldo et il atterrit alors sur un barbecue brûlant.
Cette large marque sur son visage lui vaut plus tard le surnom de Scarface.
Sa seconde et plus jeune sœur se nomme Rosilene.
Ses parents se séparent alors qu'il est encore un jeune enfant et José Aldo continue de vivre avec son père. Il l'aide d'aileurs dans son travail pour survivre.
Enfant, José Aldo est très attiré par le football comme beaucoup d'enfants de son quartier et du Brésil en général. Il rêve d'en faire son métier et de jouer au Clube de Regatas do Flamengo à Rio de Janeiro. Il fait cependant souvent part à des échauffourées, conséquences des rivalités locales
et commence la capoeira à l'âge de 14 ans. Il découvre aussi un peu plus tard le jiu-jitsu brésilien dans un dojo de sa ville,.
Il est ceinture noire de jiu-jitsu brésilien.
Décrit comme un fidèle de Jair Bolsonaro, président du Brésil de 2019 à 2023, il loge celui-ci dans l'une de ses maisons aux États-Unis, pour un loyer de 1 000 dollars par jour, après sa défaite à l'élection présidentielle de 2022.

## Parcours en arts martiaux mixtes

### World Extreme Cagefighting
José Aldo continue sa carrière en MMA avec la promotion américaine du World Extreme Cagefighting (WEC). Il y fait ses débuts le 1er juin 2008, à l’Arco Arena de Sacramento en remportant un combat contre le renommé Alexandre Franca Nogueira au WEC 34. Le 7 juin 2009 au WEC 41, il gagne par KO avec un spectaculaire double coup de genoux sauté au visage de Cub Swanson, huit secondes seulement après le coup d'envoi du premier round.
Aldo remporte le titre de champion des poids plumes du WEC contre Mike Brown le 18 novembre 2009 au WEC 44. Il gagne par KO technique au début du second round en réussissant à se positionner dans le dos de Brown pour lui asséner de nombreux coups de poing mettant alors un terme au combat. José Aldo est alors désigné combattant de l'année 2009 par les sites spécialisés MMA Live et Sherdog.
Aldo rencontre ensuite l'ancien tenant du titre Urijah Faber le 24 avril 2010 au WEC 48. Il remporte le combat par décision unanime (49-45, 49-45, 50-45). Le Brésilien réussit à placer des coups de pied efficaces au corps et dans les jambes (un total de 32) pour déborder Faber, l’envoyant plusieurs fois au tapis avec ces solides attaques. Vers la fin du quatrième round, Aldo bloque Faber en position de crucifix et enchaine coups de poing et coups de coude. Aldo est cependant moins engagé dans le cinquième round, bien qu'un crochet au corps manque d'effondrer Faber. Cette victoire est sa première remportée par décision dans sa carrière avec le WEC.
Aldo défend de nouveau son titre contre Manvel Gamburyan avec une victoire par KO dans la seconde reprise, le 30 septembre 2010 lors du WEC 51.
Aldo et son équipe ont souvent émis leur désir éventuel de monter dans la catégorie supérieure soit celle des poids légers. Ayant remporté toutes ses rencontres en poids plume au sein du WEC, l’UFC offre à Aldo un combat pour le titre dans la catégorie des poids légers face à Kenny Florian. Aldo et son équipe décline cependant le combat, décidant pour le moment de défendre sa ceinture au WEC.

### Ultimate Fighting Championship

#### Champion invaincu des poids plumes de l'UFC (2010-2015)
Le 28 octobre 2010, Zuffa, société mère du World Extreme Cagefighting et de l'Ultimate Fighting Championship annonce la fusion des deux organisations.
À cette occasion, les catégories poids coqs et poids plumes sont intégrées à l'UFC et José Aldo, dernier champion poids plumes du WEC, se voit décerner le premier titre de cette nouvelle division de l'UFC.
Sa première défense de ceinture est prévu face à Josh Grispi lors de l'UFC 125, le 1er janvier 2011.
Mais une blessure du champion repousse cette première échéance.
Entretemps, battu par Dustin Poirier, Grispi perd sa chance et c'est finalement face au Canadien Mark Hominick qu'Aldo fait ses débuts dans l'organisation le 30 avril 2011 en second combat principal de l'UFC 129, à Toronto.
Dominant les quatre premiers rounds du combat grâce à un pieds-poings correct et un ground and pound efficace Aldo fait face à une rude concurrence de la part du Québécois. Malgré un gonflement frontal dans le 4e round, le médecin autorise Hominick à reprendre le combat et le Canadien domine enfin le 5e et dernier round se retrouvant en position montée sur le champion, une bonne partie du dernier round.
Au terme des cinq reprises, Aldo remporte par décision unanime
ce match gratifié du bonus du combat de la soirée.
Son prochain adversaire se profile ensuite comme étant Chad Mendes pour l'UFC 133 du 6 août 2011, mais la suspension médicale à la suite de son précédent combat l'empêche de faire son retour à la compétition aussi tôt,.
Et c'est finalement face à Kenny Florian qu'il défend son titre en second combat principal de l'UFC 136, le 8 octobre 2011.
Il remporte la victoire par décision unanime, jugé vainqueur de quatre rounds contre un.
Chad Mendes obtient enfin sa chance et affronte le champion en tête d'affiche de l'UFC 142, le 14 janvier 2012 à Rio de Janeiro.
Aldo défend bien les tentatives d'amenées au sol de son adversaire réputé pour ses compétences en lutte et peu avant la fin du 1er round, envoie un coup de genou à la tête de Mendes qui s'écroule sur le dos. Après deux coups de poing de plus, l'arbitre arrête le match à une seconde de la fin de la reprise déclarant José Aldo vainqueur par KO.
Sa défense de titre suivante était prévu face à Erik Koch lors de l'UFC 149, le 21 juillet 2012.
Mais à un peu plus d'un mois de l'échéance, une blessure contraint le champion à abandonner sa participation et l'affrontement est alors repoussé
en tête d'affiche de l'UFC 153, le 13 octobre au Brésil.
Fin août, c'est cependant au tour de Koch de se retirer du combat pour cause de blessure et Frankie Edgar, ancien champion poids légers récemment détrôné par Benson Henderson, le remplace.
À nouveau, une blessure d'Aldo vient reporter le match
et les deux hommes s'affrontent finalement le 2 février 2013, en combat principal de l'UFC 156.
Au terme de cinq reprises plutôt serrés, les juges donnent Aldo vainqueur par décision unanime, qui conserve son titre poids plumes.
Les deux compétiteurs remportent le bonus du combat de la soirée.
En février 2013, c'est face à un autre poids léger descendant d'une catégorie qu'il est d'abord prévu que le Brésilien défende son titre, à savoir Anthony Pettis, dernier champion poids légers du WEC.
Si Aldo manifeste sa réticence à combattre ce dernier, le match est tout de même confirmé pour le 3 août.
Mais, en juin Pettis se blesse au genou et cède sa place à Jung Chan-Sung.
La rencontre se déroule en combat principal de l'UFC 163 à Rio de Janeiro et Jung Chan-Sung ne parvient à prendre l'ascendant sur le champion. Le Coréen se blesse l'épaule droite dans le 4e round et Aldo profite de cette blessure pour l'envoyer au sol et asséner quelques coups pour obliger l'arbitre à déclarer la fin du combat,.
Il est opposé à Ricardo Lamas pour sa sixième défense de titre, en second combat principal de l'UFC 169, le 1er février 2014.
Aldo domine les quatre premiers rounds utilisant notamment d'efficaces coups de pied aux jambes. Lamas réussit à passer en position montée dans la dernière partie du 5e round mais cela n'empêche la victoire du Brésilien par décision unanime.
C'est de nouveau face à Chad Mendes qu'il est annoncé pour l'UFC 176 du 2 août 2014.
Mais le champion se blesse début juillet et l'événement est bientôt annulé. 
Les deux hommes sont finalement reprogrammés pour l'UFC 179, le 25 octobre à Rio. Parfois mis en difficulté dans le combat, Aldo remportent tout de même ce match par décision unanime, considéré supérieur sur quatre des cinq rounds. Il défend donc son titre des poids plumes de l'UFC pour la septième fois et signe sa quinzième victoire consécutive.

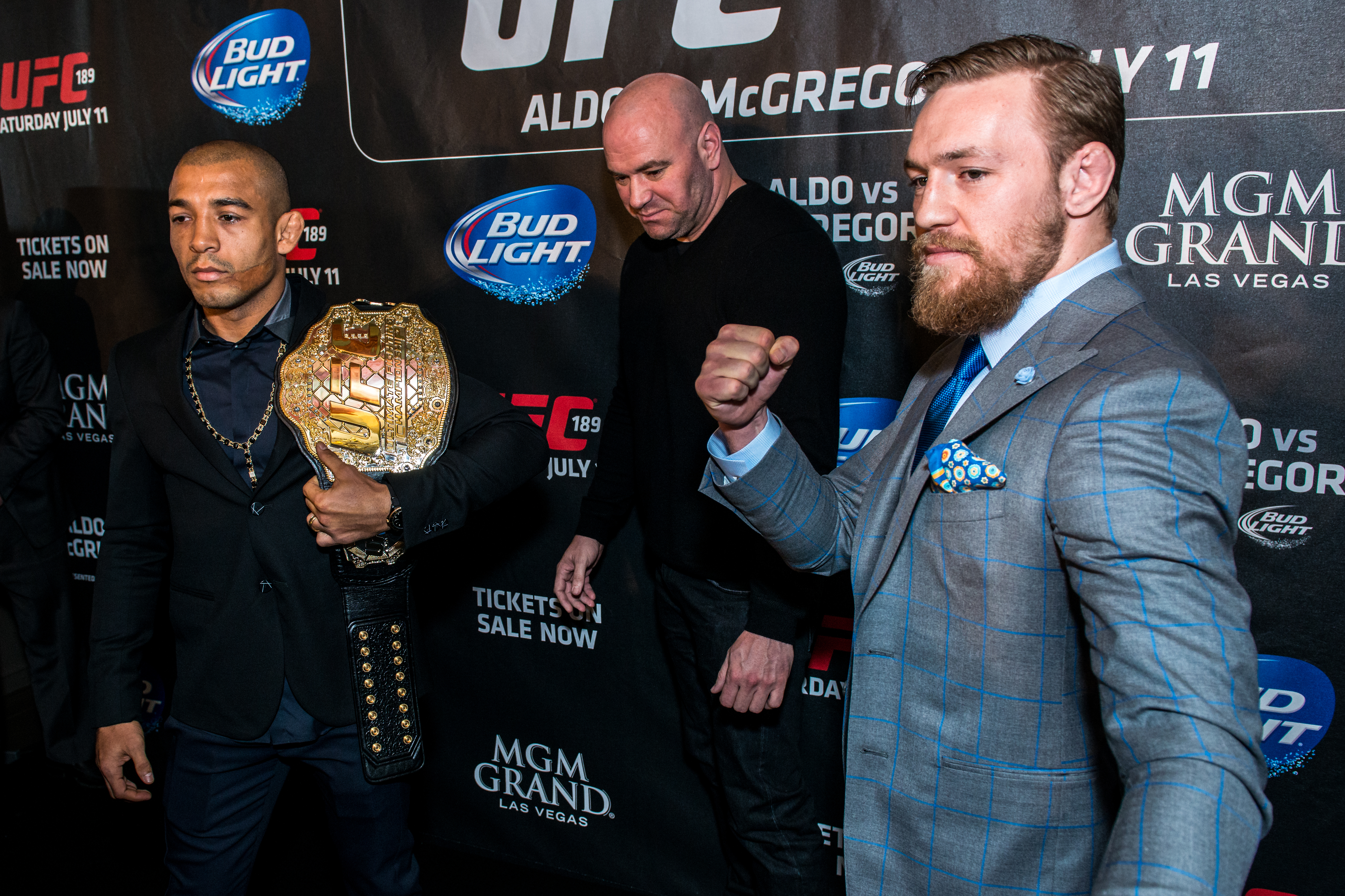
José Aldo et Conor McGregor lors d'une conférence de presse à Londres en mars 2015.

Conor McGregor est ensuite désigné comme le prochain combattant à avoir sa chance pour la ceinture. Un temps prévu pour l'UFC 187 du 23 mai 2015,
le combat est officialisé pour l'UFC 189 du 11 juillet 2015.
Fin juin, le champion annonce s'être blessé à une côte à l'entrainement,
mais il est néanmoins confirmé dans un premier temps.
C'est pourtant Chad Mendes qui est finalement désigné comme son remplaçant dans un match couronnant un nouveau champion intérimaire de la catégorie.

#### Perte du titre (2015-2016)
L'unification des titres face au nouveau champion intérimaire, Conor McGregor, est alors programmée pour l'UFC 194 du 12 décembre 2015.
José Aldo s'incline par KO en seulement treize secondes, touché par un coup de poing au menton dès le premier échange. McGregor devient par conséquent le nouveau champion incontesté des poids plumes de l'UFC.
Après le combat, Aldo exprime son envie d'un combat revanche déclarant qu'il n'y a pas véritablement eu de combat.
Fin janvier 2016, il fait aussi savoir via les réseaux sociaux qu'il n'acceptera dès lors qu'un nouveau combat pour la ceinture ou une nouvelle opposition face à McGregor.

#### Champion intérimaire puis incontesté (2016-2017)
Après une défaite de Conor McGregor en poids mi-moyens face à Nate Diaz, le champion privilégie un combat revanche plutôt qu'une défense du titre des poids plumes.
À l'UFC 200, José Aldo fait face à Frankie Edgar pour la mise en place d'un titre intérimaire en attendant le retour de McGregor dans la division poids plumes.
Aldo remporte ce combat par décision unanime des juges (49-46, 49-46, 48-47).
Plutôt que combattre Aldo pour l'unification des titres, McGregor se lance à la conquête du titre des poids légers. La perspective d'un match revanche opposant Aldo au champion irlandais s'éloigne par conséquent et le Brésilien ne tarde pas à afficher sa mésentente avec la promotion américaine. Il refuse alors de préparer un combat face à Max Holloway ou Anthony Pettis pour le mois de décembre 2016 et menace même de prendre sa retraite.
Le 26 novembre 2016, alors détenteur des ceintures des divisions poids plumes et poids légers, McGregor, n'ayant pas défendu le titre des poids plumes depuis près d'un an et déclarant ne plus vouloir combattre dans cette division, se voit destituer du titre des poids plumes. Aldo devient donc champion incontesté de la division. Dans le même temps, l'UFC met en jeu un nouveau titre intérimaire de la catégorie des poids plumes dans une rencontre opposant Max Holloway à Anthony Pettis lors de l'UFC 206 le 10 décembre 2016.

#### Passage chez les poids coqs et1reretraite (2019-2022)
En septembre 2022, José Aldo annonce sa retraite. L'UFC le libère pour l'occasion du dernier combat restant à son contrat. Aldo quitte alors la compétition à 36 ans après 18 années de carrière.

## Palmarès en arts martiaux mixtes
| 42 combats     | 32 victoires | 10 défaites |
| Par KO         | 17           | 4           |
| Par soumission | 1            | 1           |
| Sur décision   | 14           | 5           |

| Résultat | Record | Adversaire            | Méthode                                     | Événement                                  | Date              | Round | Temps | Lieu                               | Notes                                                           |
| -------- | ------ | --------------------- | ------------------------------------------- | ------------------------------------------ | ----------------- | ----- | ----- | ---------------------------------- | --------------------------------------------------------------- |
| Défaite  | 32-10  | Aiemann Zahabi        | Décision (unanime)                          | UFC 315 : Muhammad contre Della Maddalena  | 10 mai 2025       | 3     | 5:00  | Montréal, Québec, Canada           |                                                                 |
| Défaite  | 32-9   | Mario Bautista        | Décision partagée                           | UFC 307                                    | 5 octobre 2024    | 3     | 5:00  | Salt Lake City, Utah, États-Unis   |                                                                 |
| Victoire | 32-8   | Jonathan Martinez     | Décision unanime                            | UFC 301: Pantoja vs. Erceg                 | 4 mai 2024        | 3     | 5:00  | Rio de Janeiro, Brésil             |                                                                 |
| Défaite  | 31-8   | Merab Dvalishvili     | Décision unanime                            | UFC 278: Usman vs. Edwards                 | 21 août 2022      | 3     | 5:00  | Salt Lake City, Utah, États-Unis   |                                                                 |
| Victoire | 31-7   | Rob Font              | Décision unanime                            | UFC Fight Night: Font vs. Aldo             | 5 décembre 2021   | 5     | 5:00  | Las Vegas, Nevada ,États-Unis      |                                                                 |
| Victoire | 30-7   | Pedro Munhoz          | Décision unanime                            | UFC 265: Lewis vs. Gane                    | 9 août 2021       | 3     | 5:00  | Houston, Texas ,États-Unis         |                                                                 |
| Victoire | 29-7   | Marlon Vera           | Décision unanime                            | UFC Fight Night: Thompson vs. Neal         | 19 décembre 2020  | 3     | 5:00  | Las Vegas, Nevada, États-Unis      |                                                                 |
| Défaite  | 28-7   | Petr Yan              | TKO (coups de poing)                        | UFC 251: Usman vs. Masvidal                | 11 juillet 2020   | 5     | 3:24  | Abou Dabi, Émirats arabes unis     | Pour le titre des poids coqs de l'UFC.                          |
| Défaite  | 28-6   | Marlon Moraes         | Décision partagée                           | UFC 245: Usman vs. Covington               | 14 décembre 2019  | 3     | 5:00  | Las Vegas, Nevada, États-Unis      | Début en poids coqs.                                            |
| Défaite  | 28-5   | Alexander Volkanovski | Décision unanime                            | UFC 237: Namajunas vs. Andrade             | 11 mai 2019       | 3     | 5:00  | Rio de Janeiro, Brésil             |                                                                 |
| Victoire | 28-4   | Renato Moicano        | TKO (coups de poing)                        | UFC Fight Night: Assunção vs. Moraes II    | 2 février 2019    | 2     | 0:44  | Fortaleza, Brésil                  | Performance de la soirée.                                       |
| Victoire | 27-4   | Jeremy Stephens       | TKO (coups de poing)                        | UFC on Fox: Alvarez vs. Poirier II         | 28 juillet 2018   | 1     | 4:19  | Calgary, Alberta, Canada           | Performance de la soirée.                                       |
| Défaite  | 26-4   | Max Holloway          | TKO (coups de poing)                        | UFC 218: Aldo vs. Holloway 2               | 2 décembre 2017   | 3     | 4:51  | Détroit, Michigan, États-Unis      | Pour le titre des poids plumes de l'UFC.                        |
| Défaite  | 26-3   | Max Holloway          | TKO (coups de poing)                        | UFC 212: Aldo vs. Holloway                 | 3 juin 2017       | 3     | 4:13  | Rio de Janeiro, Brésil             | Perd le titre des poids plumes de l'UFC. Combat de la soirée.   |
| Victoire | 26-2   | Frankie Edgar         | Décision unanime                            | UFC 200: Tate vs. Nunes                    | 9 juillet 2016    | 5     | 5:00  | Las Vegas, Nevada, États-Unis      | Remporte le titre intérimaire des poids plumes de l'UFC.        |
| Défaite  | 25-2   | Conor McGregor        | KO (coup de poing)                          | UFC 194: Aldo vs. McGregor                 | 12 décembre 2015  | 1     | 0:13  | Las Vegas, Nevada, États-Unis      | Perd le titre des poids plumes de l'UFC.                        |
| Victoire | 25-1   | Chad Mendes           | Décision unanime                            | UFC 179: Aldo vs. Mendes II                | 25 octobre 2014   | 5     | 5:00  | Rio de Janeiro, Brésil             | Défend le titre des poids plumes de l'UFC. Combat de la soirée. |
| Victoire | 24-1   | Ricardo Lamas         | Décision unanime                            | UFC 169: Barão vs. Faber II                | 1er février 2014  | 5     | 5:00  | Newark, New Jersey, États-Unis     | Défend le titre des poids plumes de l'UFC.                      |
| Victoire | 23-1   | Chan Sung Jung        | TKO (coups de poing)                        | UFC 163: Aldo vs. Korean Zombie            | 3 août 2013       | 4     | 2:00  | Rio de Janeiro, Brésil             | Défend le titre des poids plumes de l'UFC.                      |
| Victoire | 22-1   | Frankie Edgar         | Décision unanime                            | UFC 156: Aldo vs. Edgar                    | 2 février 2013    | 5     | 5:00  | Las Vegas, Nevada, États-Unis      | Défend le titre des poids plumes de l'UFC. Combat de la soirée. |
| Victoire | 21-1   | Chad Mendes           | KO (coup de genou)                          | UFC 142: Aldo vs. Mendes                   | 14 janvier 2012   | 1     | 4:59  | Rio de Janeiro, Brésil             | Défend le titre des poids plumes de l'UFC.                      |
| Victoire | 20-1   | Kenny Florian         | Décision unanime                            | UFC 136: Edgar vs. Maynard III             | 8 octobre 2011    | 5     | 5:00  | Houston, Texas, États-Unis         | Défend le titre des poids plumes de l'UFC.                      |
| Victoire | 19-1   | Mark Hominick         | Décision unanime                            | UFC 129: St-Pierre vs. Shields             | 30 avril 2011     | 5     | 5:00  | Toronto, Ontario, Canada           | Défend le titre des poids plumes de l'UFC. Combat de la soirée. |
| Victoire | 18-1   | Manny Gamburyan       | KO (coups de poing)                         | WEC 51: Aldo vs. Gamburyan                 | 30 septembre 2010 | 2     | 1:32  | Broomfield, Colorado, États-Unis   | Défend le titre des poids plumes du WEC.                        |
| Victoire | 17-1   | Urijah Faber          | Décision unanime                            | WEC 48: Aldo vs. Faber                     | 24 avril 2010     | 5     | 5:00  | Sacramento, Californie, États-Unis | Défend le titre des poids plumes du WEC.                        |
| Victoire | 16-1   | Mike Brown            | TKO (coups de poing)                        | WEC 44: Brown vs. Aldo                     | 18 novembre 2009  | 2     | 1:20  | Las Vegas, Nevada, États-Unis      | Remporte le titre des poids plumes du WEC. KO de la soirée.     |
| Victoire | 15-1   | Cub Swanson           | TKO (coup de genou sauté et coups de poing) | WEC 41: Brown vs. Faber II                 | 7 juin 2009       | 1     | 0:08  | Sacramento, Californie, États-Unis | KO de la soirée.                                                |
| Victoire | 14-1   | Chris Mickle          | TKO (coups de poing)                        | WEC 39: Brown vs. Garcia                   | 1er mars 2009     | 1     | 1:39  | Corpus Christi, Texas, États-Unis  |                                                                 |
| Victoire | 13-1   | Rolando Perez         | KO (coup de genou et coups de poing)        | WEC 38: Varner vs. Cerrone                 | 25 janvier 2009   | 1     | 4:15  | San Diego, Californie, États-Unis  | KO de la soirée.                                                |
| Victoire | 12-1   | Jonathan Brookins     | TKO (coups de poing)                        | WEC 36: Faber vs. Brown                    | 5 novembre 2008   | 3     | 0:45  | Hollywood, Floride, États-Unis     |                                                                 |
| Victoire | 11-1   | Alexandre Nogueira    | TKO (coups de poing)                        | WEC 34: Faber vs. Pulver                   | 1er juin 2008     | 2     | 3:22  | Sacramento, Californie, États-Unis |                                                                 |
| Victoire | 10-1   | Shoji Maruyama        | Décision unanime                            | Pancrase: 2007 Neo-Blood Tournament Finals | 27 juillet 2007   | 3     | 5:00  | Tokyo, Japon                       |                                                                 |
| Victoire | 9-1    | Fabio Mello           | Décision unanime                            | TopFC 3                                    | 2 mai 2007        | 3     | 5:00  | Rio de Janeiro, Brésil             |                                                                 |
| Victoire | 8-1    | Thiago Minu           | Décision majoritaire                        | GoldFC 1                                   | 20 mai 2006       | 3     | 5:00  | Rio de Janeiro, Brésil             |                                                                 |
| Défaite  | 7-1    | Luciano Azevedo       | Soumission (étranglement arrière)           | Jungle Fight 5                             | 26 novembre 2005  | 2     | 3:37  | Manaus, Brésil                     |                                                                 |
| Victoire | 7-0    | Micky Young           | TKO (coups de poing)                        | FX3: Battle of Britain                     | 15 octobre 2005   | 1     | 1:05  | Angleterre                         |                                                                 |
| Victoire | 6-0    | Phil Harris           | TKO (arrêt du médecin)                      | UK-1: Fight Night                          | 17 septembre 2005 | 1     | NC    | Angleterre                         |                                                                 |
| Victoire | 5-0    | Anderson Silverio     | Soumission (soccer kicks)                   | Meca World Vale Tudo 12                    | 9 juillet 2005    | 1     | 8:33  | Rio de Janeiro, Brésil             |                                                                 |
| Victoire | 4-0    | Aritano Barbosa       | KO (soccer kicks)                           | Rio MMA Challenge 1                        | 12 mai 2005       | 1     | 0:20  | Rio de Janeiro, Brésil             |                                                                 |
| Victoire | 3-0    | Luiz de Paula         | Soumission (étranglement bras-tête)         | Shooto Brazil 7                            | 19 mars 2005      | 1     | 0:56  | Rio de Janeiro, Brésil             |                                                                 |
| Victoire | 2-0    | Hudson Rocha          | TKO (arrêt du médecin)                      | Shooto Brazil: Never Shake                 | 23 octobre 2004   | 1     | 5:00  | São Paulo, Brésil                  |                                                                 |
| Victoire | 1-0    | Mario Bigola          | KO (coup de pied à la tête)                 | EcoFight 1                                 | 10 août 2004      | 1     | 0:18  | Amapá, Brésil                      |                                                                 |